# Dărăști-Ilfov, Ilfov
Dărăști-Ilfov (în trecut, Dărăști sau Brăniștari) este o comună în județul Ilfov, Muntenia, România, formată numai din satul de reședință cu același nume.

## Așezare
Comuna se află în partea de sud a județului, pe malul stâng al râului Argeș. Este traversată de șoseaua județeană DJ401D, care o leagă spre nord de Măgurele și spre sud-est de 1 Decembrie (unde se intersectează cu DN5), Copăceni și Vidra.

## Demografie
Componența etnică a comunei Dărăști-Ilfov
     Români (83,91%)
     Alte etnii (0,17%)
     Necunoscută (15,92%)
Componența confesională a comunei Dărăști-Ilfov
     Ortodocși (82,41%)
     Alte religii (0,8%)
     Necunoscută (16,79%)
Conform recensământului efectuat în 2021, populația comunei Dărăști-Ilfov se ridică la 2.865 de locuitori, în scădere față de recensământul anterior din 2011, când fuseseră înregistrați 3.026 de locuitori. Majoritatea locuitorilor sunt români (83,91%), iar pentru 15,92% nu se cunoaște apartenența etnică. Din punct de vedere confesional, majoritatea locuitorilor sunt ortodocși (82,41%), iar pentru 16,79% nu se cunoaște apartenența confesională.

## Politică și administrație
Comuna Dărăști-Ilfov este administrată de un primar și un consiliu local compus din 11 consilieri. Primarul, Ștefan Iancu[*], de la Coaliția Națională pentru România, este în funcție din octombrie 2020. Începând cu alegerile locale din 2024, consiliul local are următoarea componență pe partide politice:
|  | Partid                            | Consilieri | Componența Consiliului | Componența Consiliului | Componența Consiliului | Componența Consiliului | Componența Consiliului | Componența Consiliului | Componența Consiliului |
|  | --------------------------------- | ---------- | ---------------------- | ---------------------- | ---------------------- | ---------------------- | ---------------------- | ---------------------- | ---------------------- |
|  | Coaliția Națională pentru România | 7          |                        |                        |                        |                        |                        |                        |                        |
|  | Alianța pentru Unirea Românilor   | 2          |                        |                        |                        |                        |                        |                        |                        |
|  | Alianța Dreapta Unită             | 2          |                        |                        |                        |                        |                        |                        |                        |

## Istorie
La sfârșitul secolului al XIX-lea, comuna făcea parte din plasa Sabarul a județului Ilfov, și era formată din satele Asan, Filipești și Mitropolia, totalizând 1650 de locuitori și 358 de case. În comună funcționau o școală mixtă și 2 biserici (la Asan și Filipești). În 1925, în aceeași componență, comuna, cu 2635 de locuitori, făcea parte din plasa Domnești a aceluiași județ. În 1950, a fost arondată raionului V.I. Lenin al orașului republican București, din care a făcut parte până în 1968, când a devenit parte din județul Ilfov, reînființat. În 1981, la o reorganizare administrativă, comuna a trecut la județul Giurgiu, pentru ca în 1985 să devină parte a Sectorului Agricol Ilfov aflat în subordinea municipiului București, sector devenit din 1998 județul Ilfov.

## Monumente istorice
Singurul obiectiv din comuna Dărăști-Ilfov inclus în lista monumentelor istorice din județul Ilfov ca monument de interes local este situl arheologic de pe malul Argeșului, din marginea sud-vestică a satului Dărăști-Ilfov, sit ce conține urmele unei așezări din secolele al XVI-lea–al XVII-lea.